# Gyorsított bűnvádi eljárás
A gyorsított bűnvádi eljárás olyan büntető jogi jogintézmény, melynek során mellőzték a vádlottak érdekeit biztosító feltételeket – pl. a nyomozati eljárást –, a bíróságok azonnali ítéleteket hoztak, melyekkel szemben perorvoslatnak nem volt helye. Az eljárást a vádlott távollétében is le lehetett folytatni. E perek lefolytatására ötös vagy gyorsított tanácsokat állítottak fel.
A Tanácsköztársaság utáni felelősségre vonás szabályozása végett már 1919. augusztus 19-én a Friedrich-kormány bevezette a gyorsított bűnvádi eljárás intézményét. Ennek alapján 1919-1922 között mintegy 70 000 ember ellen indítottak eljárást, akiknek 60%-át elmarasztalták. A különítményesek mintegy ezer áldozatával szemben azonban a bíróságok csak mintegy 70 személyt végeztettek ki. A börtönbüntetésre ítéltek jelentős részét a kormányzó 1920 és 1921 karácsonyán amnesztiában részesítette.